# شاهد (فیلم ۱۹۲۹)
شاهد (به انگلیسی: Alibi) فیلمی ۹۰ دقیقه‌ای به کارگردانی رولاند وست با بازی چستر موریس محصول کشور ایالات متحده آمریکا است.